# بیوه‌های خندان
بیوه‌های خندان فیلمی به کارگردانی و نویسندگی نظام فاطمی محصول سال ۱۳۴۰ است.

## داستان
مکانیک جوانی آرزو دارد که روزی پولدار بشود...

## بازیگران
- محمدعلی فردین
- تهمینه
- تقی ظهوری
- فرانک میرقهاری
- همایون
- ژاله
- هوشنگ سارنگ
- عزت‌اله مقبلی